# Changan CS15
Changan CS15 — субкомпактный кроссовер, выпускающийся с 2015 года китайской компанией Changan. В иерархии расположен ниже Changan CS35.

## Описание
Автомобиль Changan CS15 дебютировал в 2015 году на выставке Auto Guangzhou по ценам от 53900 до 75400 юаней. Продажи начались в марте 2016 года.

За всю историю производства автомобиль оснащается рядным, четырёхцилиндровым, 1,5-литровым двигателем внутреннего сгорания мощностью 120 л. с. в паре с пятиступенчатой механической или автоматической трансмиссией.

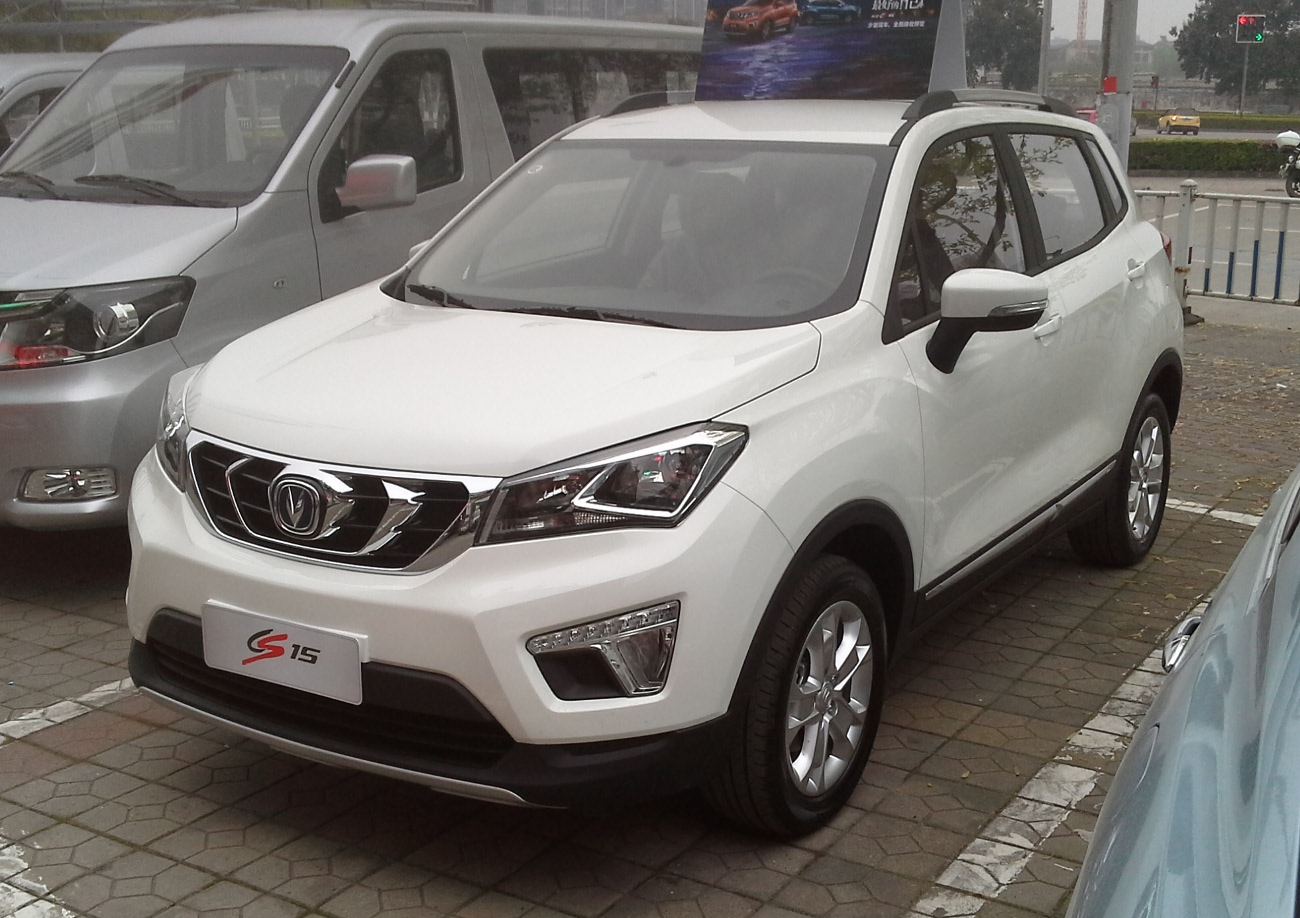
Changan CS15
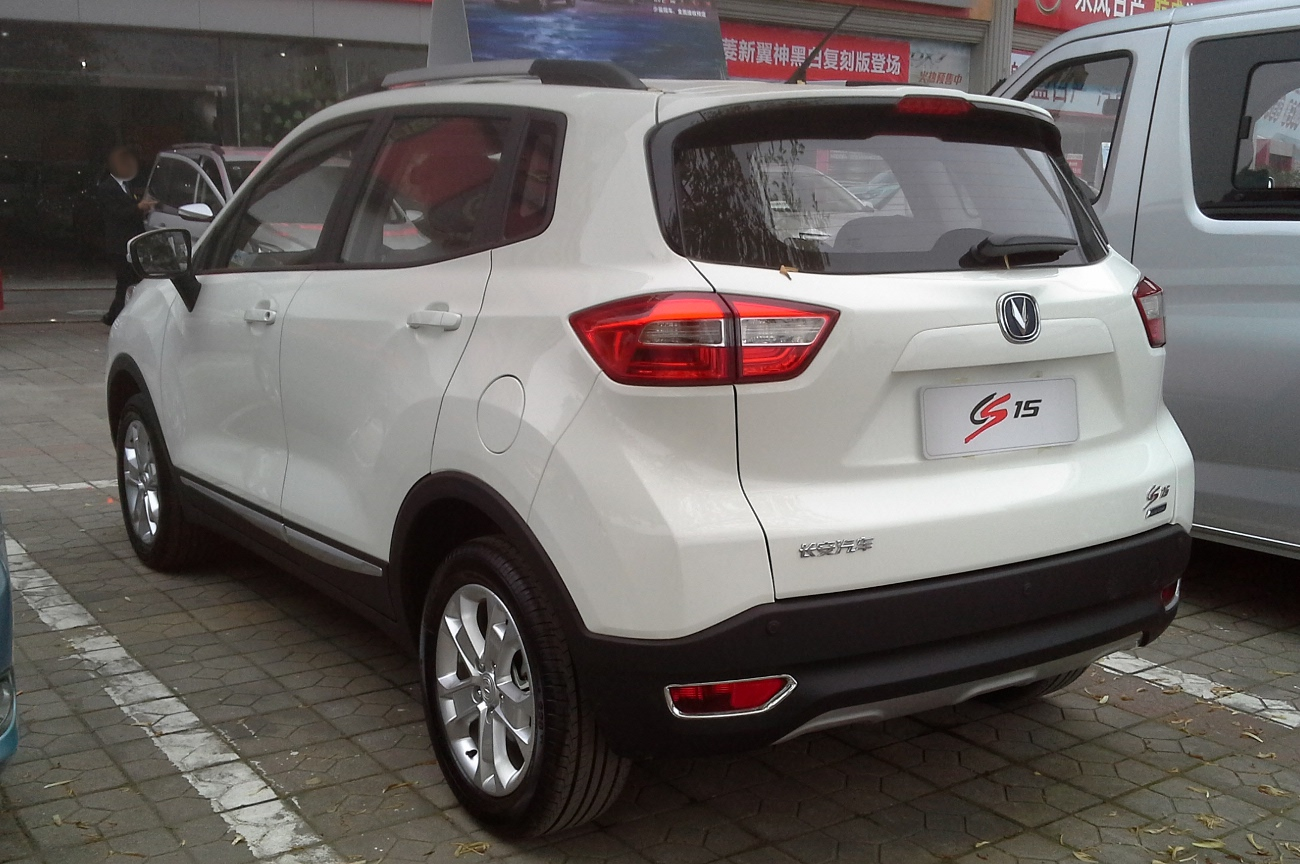
Changan CS15

### Changan CS15 Plus
В марте 2019 года автомобиль Changan CS15 прошёл рестайлинг и стал называться Changan CS15 Plus. Цены варьировались от 55900 до 78900 юаней. Автомобиль продаётся в Египте, в Китае под названиями Changan CS15 Plus и Changan CS35 Mini, а на экспортных рынках под названием Changan CS15 Pro.

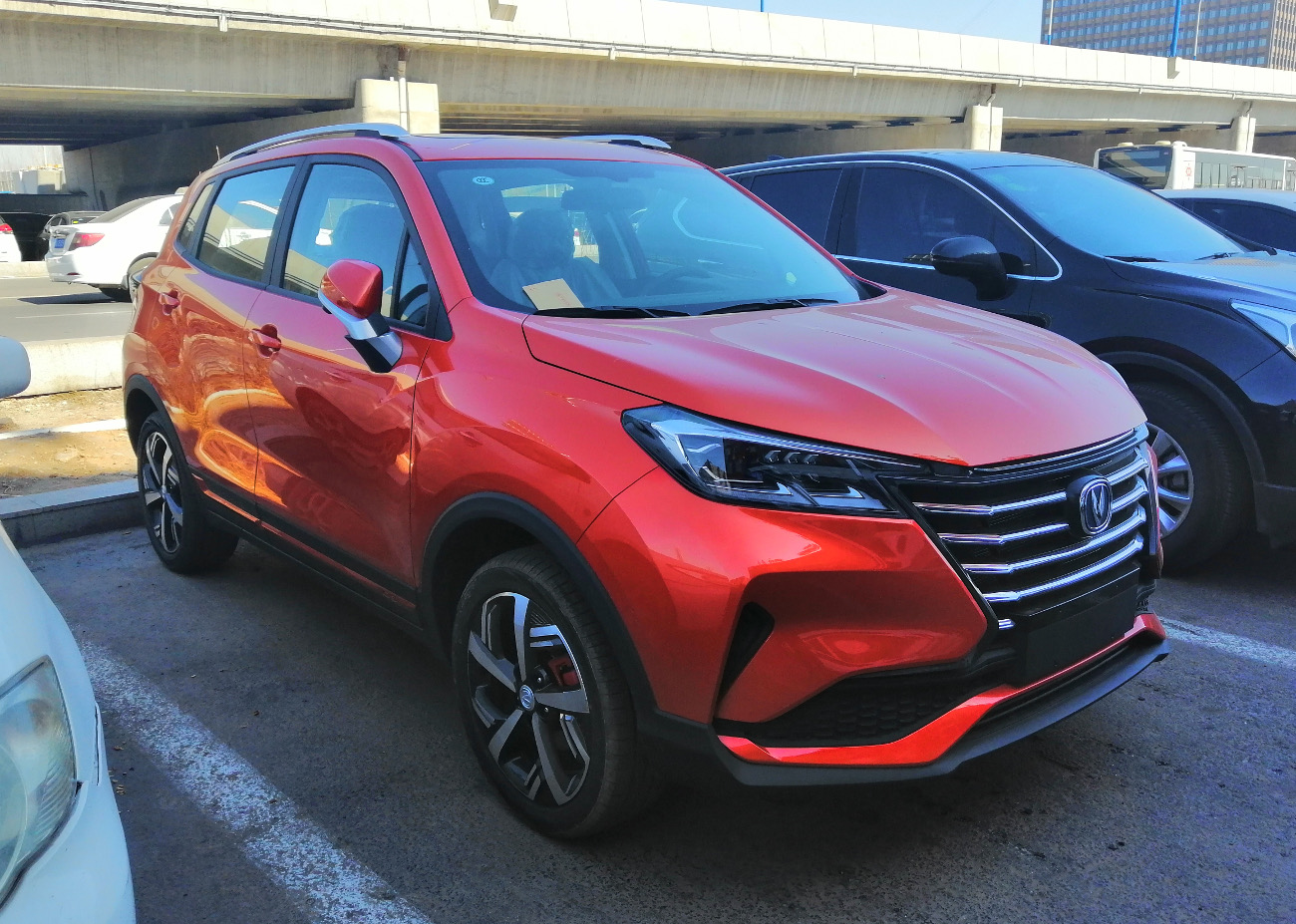
Changan CS15 Plus
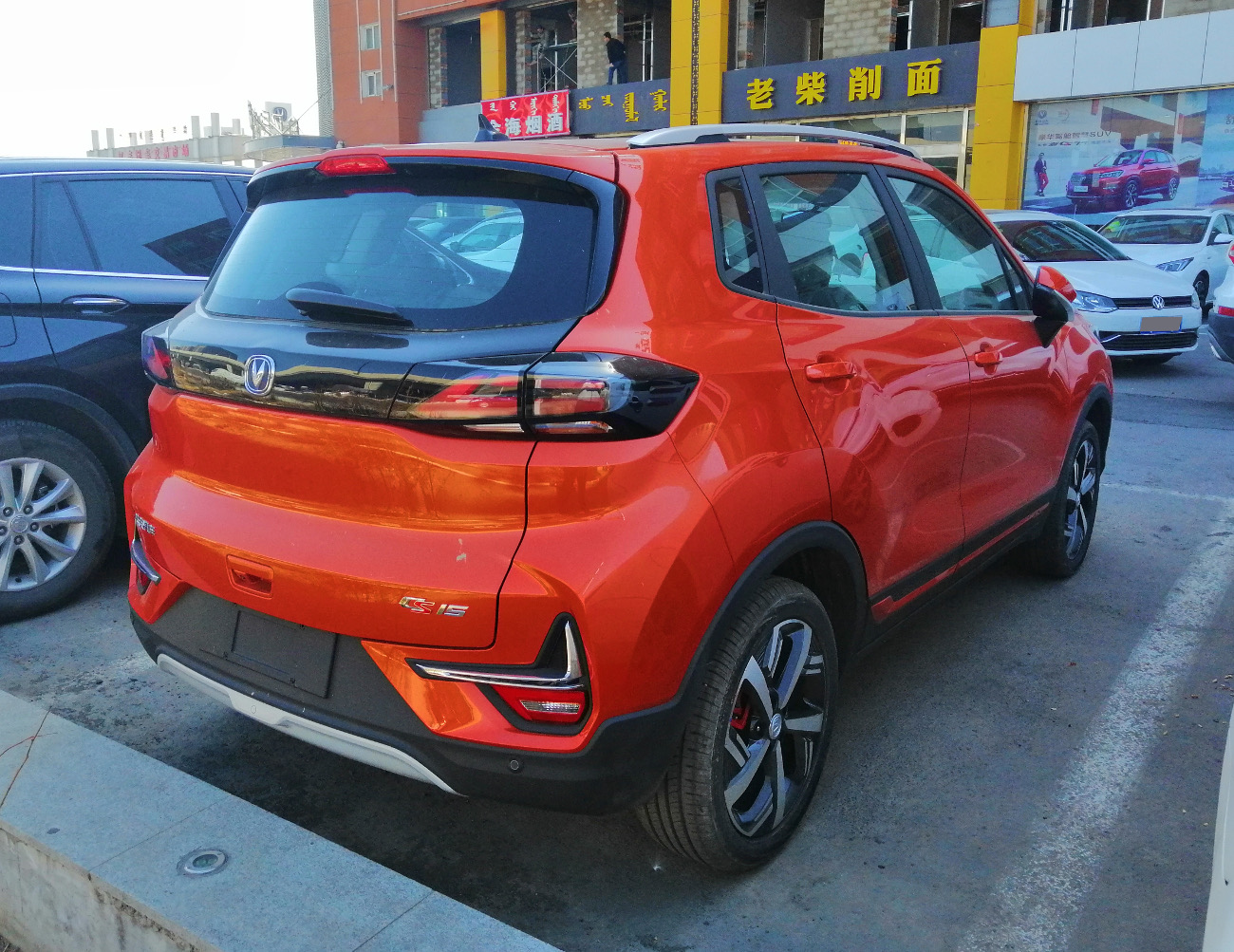
Changan CS15 Plus

### CS15EV
Changan CS15EV является электромобилем на базе Changan CS15. Оснащается электродвигателем мощностью 75 л. с. и крутящим моментом 170 Нм. Максимальная скорость ограничена до 110 км/ч, а запас хода составляет 300 км. Цены варьируются от 189400 до 196400 юаней.

### Changan CS15 E-Pro
Changan CS15 E-Pro был представлен на Всемирной автомобильной конференции Intelligent Network 2019 и 7-й Китайской международной автомобильной выставке новой энергетики и интеллектуальных сетей (IEEVChina 2019). Является рестайлингом Changan CS15EV. Оснащается электродвигателем мощностью 160 л. с. Напряжение аккумулятора составляет 48,3 кВт*ч. Выпускается с ноября 2019 года.

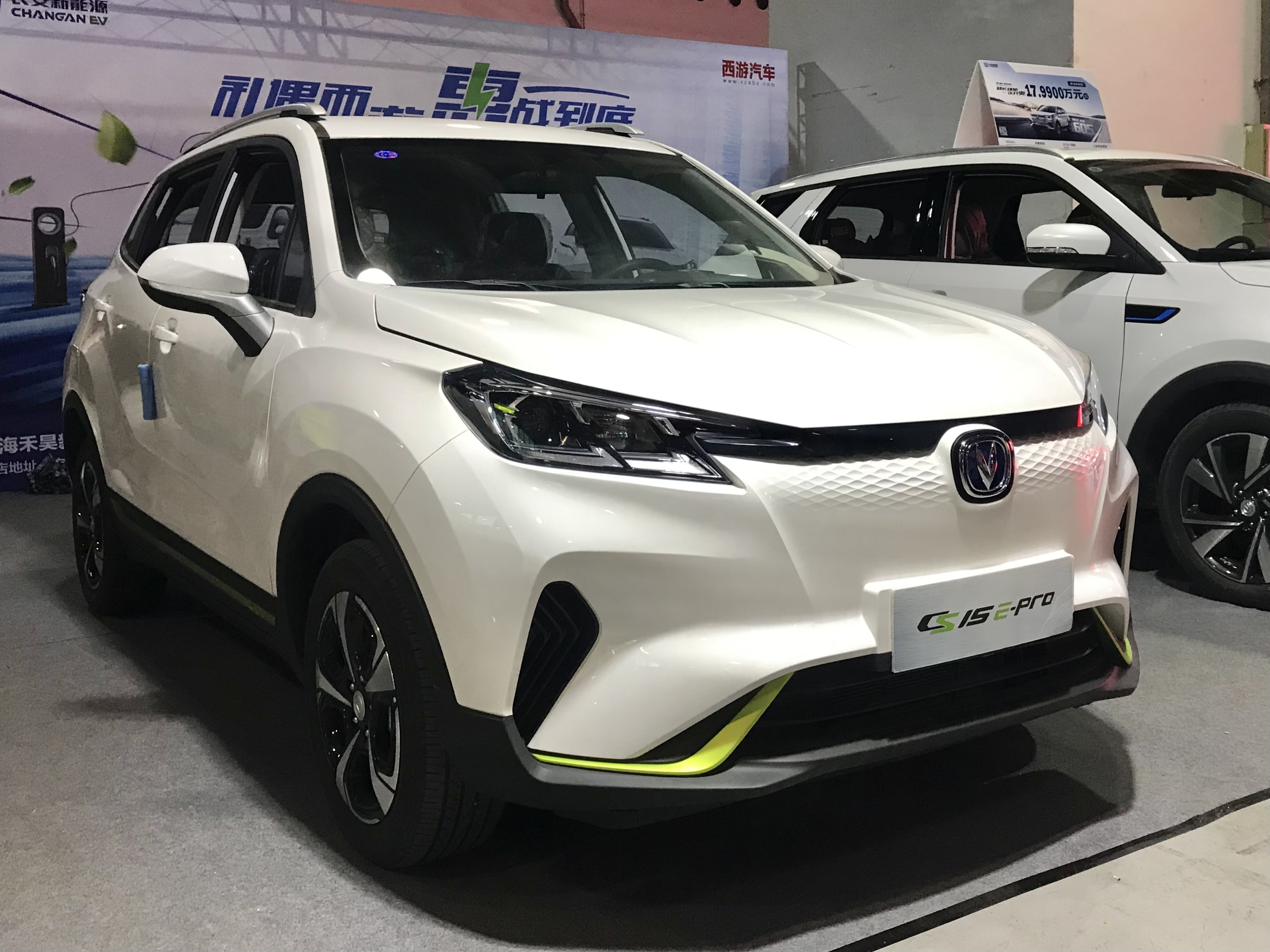
Changan CS15 E-Pro
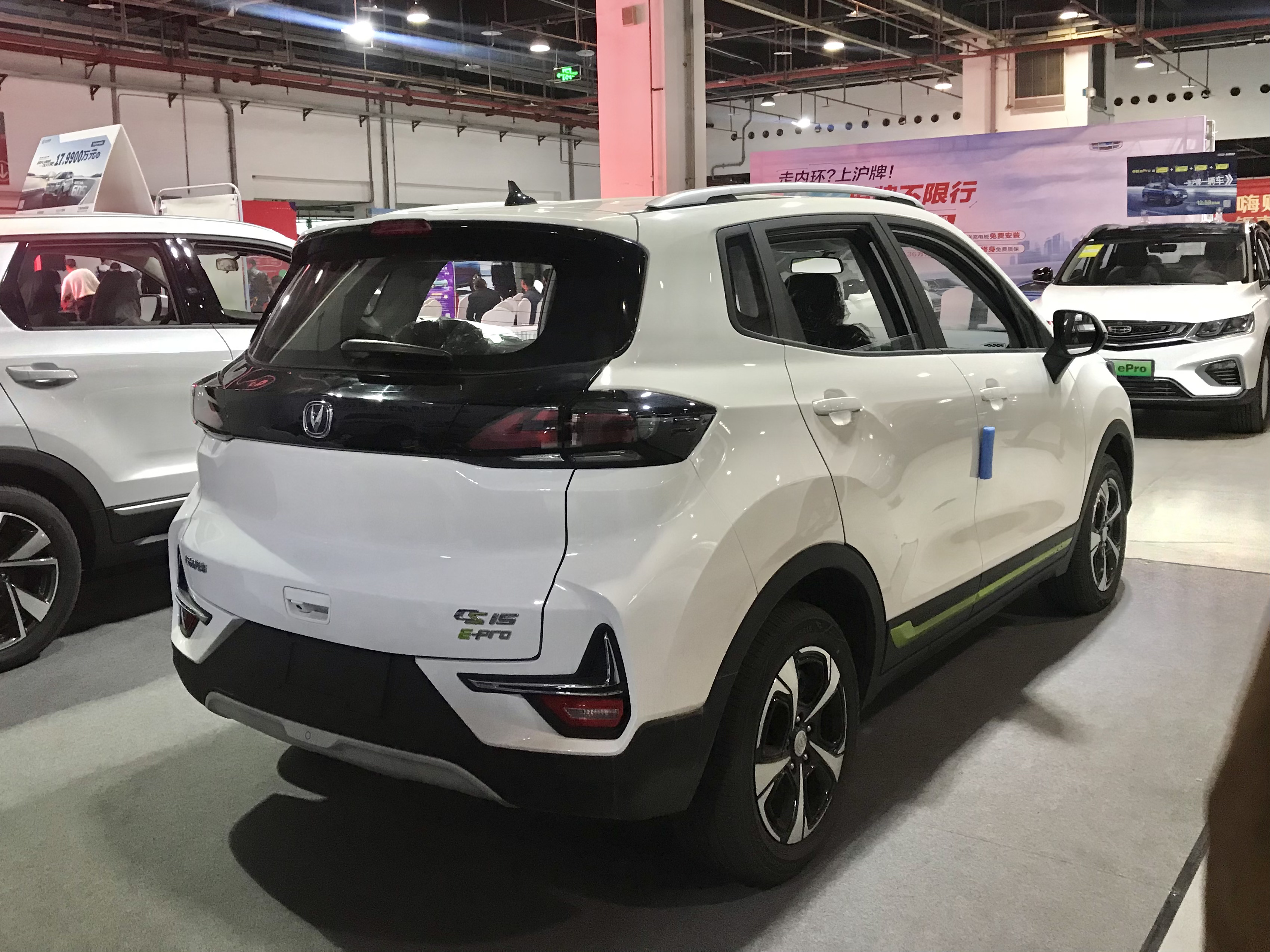
Changan CS15 E-Pro

## Oshan COS3°
Oshan Kesai 3 является модернизацией Changan CS15 Plus, продаваемой под брендом Oshan.

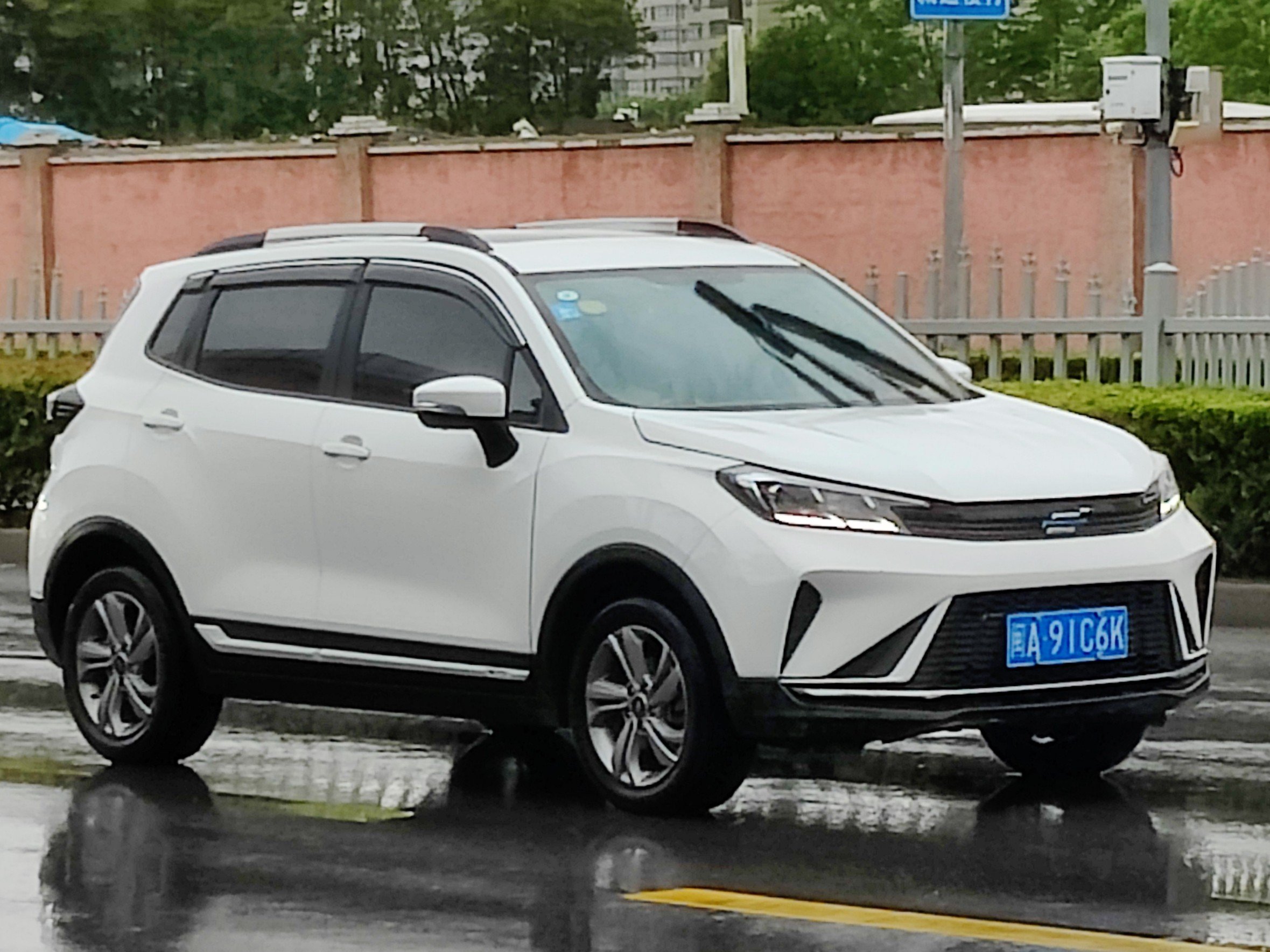
Oshan COS3°
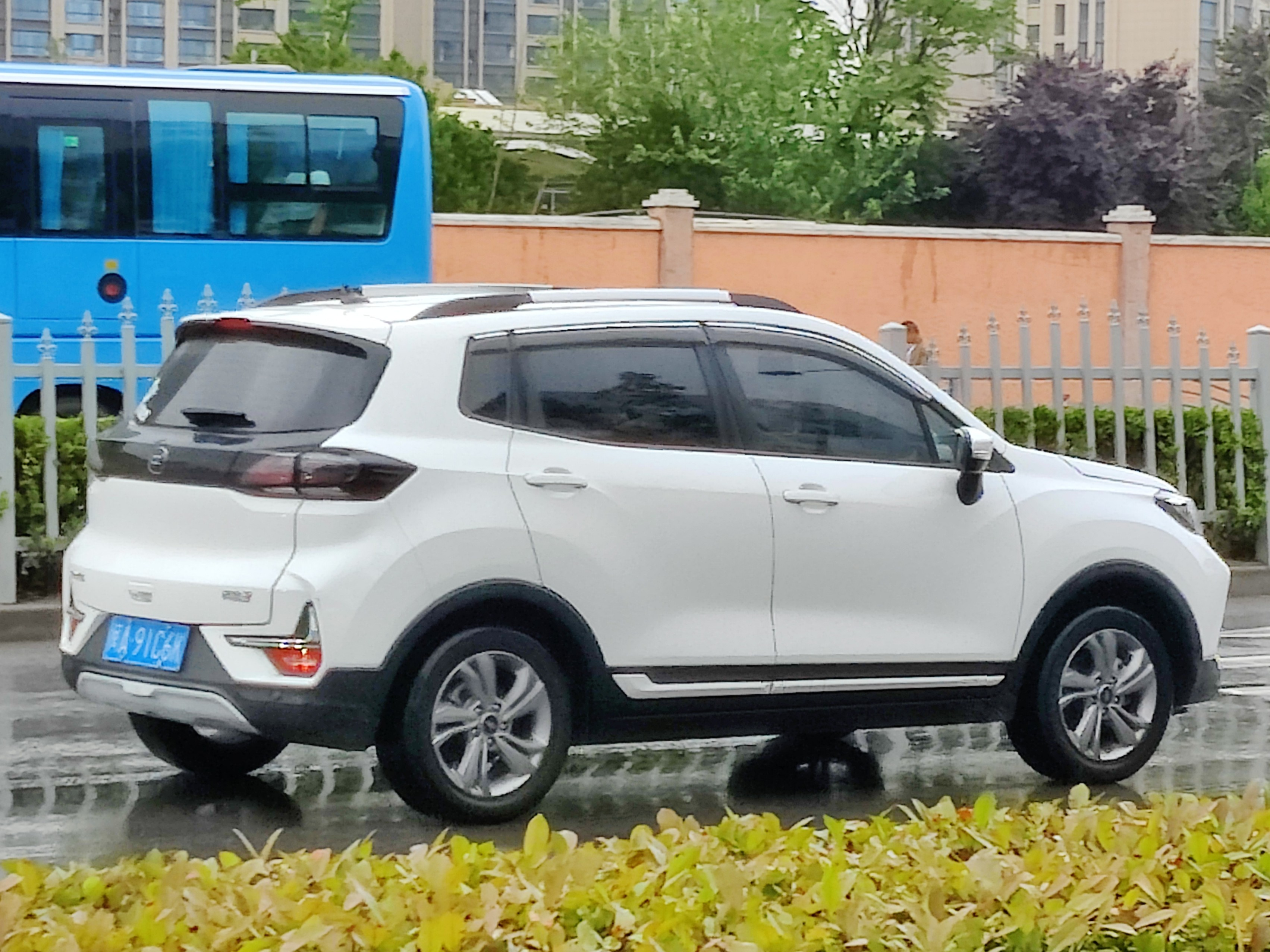
Oshan COS3°